# Edgar Syers
Edgar Morris Wood Syers (* 18. März 1863 in Brighton; † 16. Februar 1946 in Maidenhead) war ein britischer Eiskunstläufer, der im Einzellauf und im Paarlauf startete.

## Werdegang
Syers gilt als Pionier des britischen Eiskunstlaufes und brachte einen neuen, flüssigeren Stil nach Großbritannien. Er war Generalsekretär des britischen Eiskunstlaufverbandes und Eiskunstlauftrainer.
Im Einzellauf gewann er bei der Weltmeisterschaft 1899 in Davos die Bronzemedaille hinter Gustav Hügel und Ulrich Salchow und heiratete noch im selben Jahr die fast zwanzig Jahre jüngere Madge Syers. Im Alter von 45 Jahren trat er mit ihr, die auch seine Eiskunstlaufschülerin war, bei den Olympischen Spielen 1908 im Paarlauf an und errang mit ihr olympisches Bronze hinter Anna Hübler und Heinrich Burger und Phyllis und James H. Johnson. Dadurch wurde er der älteste Eiskunstläufer in der olympischen Geschichte, der eine Medaille gewinnen konnte. Schon 1902 und 1904 hatte er mit seiner Frau die inoffiziellen Paarlaufweltmeisterschaften gewonnen.

## Ergebnisse

### Einzellauf
| Wettbewerb / Jahr   | 1899 |
| ------------------- | ---- |
| Weltmeisterschaften | 3.   |

### Paarlauf
(mit Madge Syers)
| Wettbewerb / Jahr | 1908 |
| ----------------- | ---- |
| Olympische Spiele | 3.   |